# Walter Renken
Walter Heinrich Renken  (* 13. November 1905 in Danzig-Neufahrwasser; † 18. Dezember 1982 in Kiel) war ein deutscher SS-Führer.

## Leben
Nach dem Schulbesuch studierte Renken Rechtswissenschaften. Zum 1. Februar 1932 trat er der NSDAP bei (Mitgliedsnummer 959.943) und schloss sich auch der SS an (SS-Nummer 150.396).
Mitte der 1930er Jahre kam Renken als Mitarbeiter ins SD-Hauptamt. Im Range eines SS-Oberscharführers war er 1937 Referatsleiter im Amt III, Abteilung III, Referat 225. Dieser Bereiche gehörte zum SD-Ausland und wurde von SS-Standartenführer Heinz Jost geführt. Um 1940 wurde er ins Reichssicherheitshauptamt (RSHA) versetzt. Dort leitete er zunächst das Referat II A 4 („Reichsverteidigungsangelegenheiten“) in der Amtsgruppe II. Später wechselte sein Referat in die Amtsgruppe IV (Gestapo), in die es als Referat IV E 1 („Abwehrangelegenheiten“) eingegliedert wurde. Während der Kriegsjahre führte Renken unter anderem die Ermittlungen gegen den ehemaligen SPD-Reichstsabgeordneten Helmuth Klotz, der 1943 wegen seiner publizistischen Aktivitäten gegen die NS-Regierung hingerichtet wurde.
Am 30. Januar 1944 wurde Renken zum SS-Obersturmbannführer befördert. Im Januar 1945 übernahm er die Organisation der sogenannten „Absetzbewegung“, d. h. der Flucht von Gestapobeamten in den Untergrund und ins Ausland.
Nach Kriegsende schlug er sich zu seinen Eltern nach Kiel durch, wo er sich den britischen Besatzungsbehörden stellte. In der Folge war er zunächst kurz im Internierungslager Neuengamme, dann im Internierungslager Eselheide interniert. 1948 kehrte er nach Kiel zurück. Hier arbeitete er zunächst als Arbeiter, später als Büromitarbeiter (Clerk) bei einer Einheit der Royal Electrical and Mechanical Engineers (REME), einer Instandhaltungsabteilung der British Army. In der Folge konnte er über verschiedene Stationen in den ministerialen Dienst zurückkehren, zuletzt als Oberregierungsrat im Finanzministerium des Landes Schleswig-Holstein.
In den 60er Jahren wurde er pensioniert. Er starb im Dezember 1982 in Kiel an einem Herzinfarkt infolge eines längeren Herzleidens.
Das Personenlexikon zum Dritten Reich enthält einen Eintrag zu Walter Renken, der seine Lebensgeschichte bis zum Ende des Zweiten Weltkrieges umfasst.